# Le Matin (Frankreich)

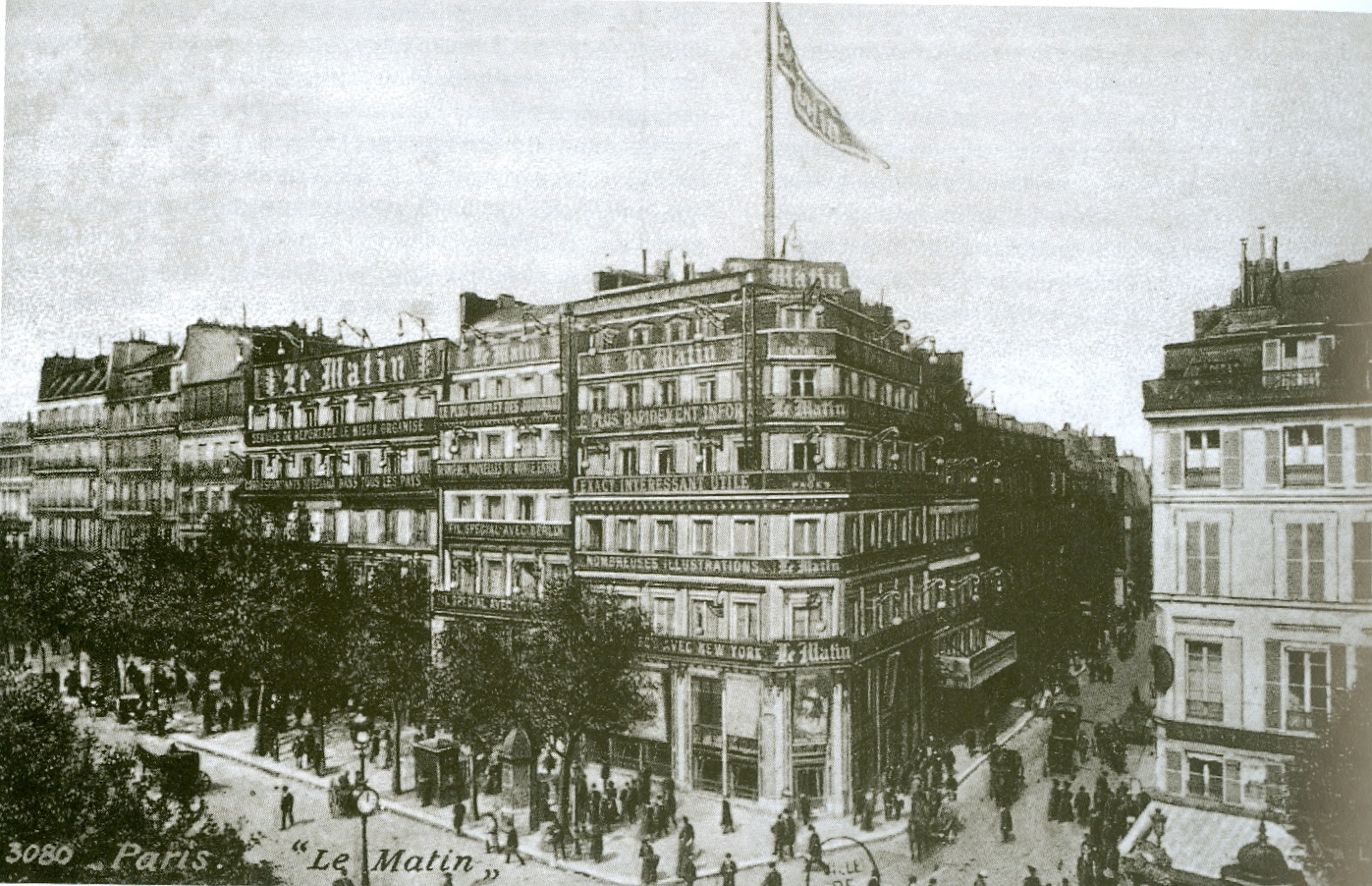
Le Matin, Bürogebäude am Boulevard Poissonnière, Paris, um 1890

Le Matin (deutsch „Der Morgen“) war eine französische Tageszeitung, die vom 17. Juni 1882 bis zum 1. März 1883 und vom 26. Februar 1884 bis zum 17. August 1944 in Paris erschien. Die Zeitung war zunächst moderat republikanisch ausgerichtet und stand sozialistischen Ideen oder dem Boulangismus ablehnend gegenüber. Vor Beginn des Ersten Weltkrieges war das Blatt mit Millionenauflage eine der vier großen Zeitungen in Frankreich.

## Geschichte

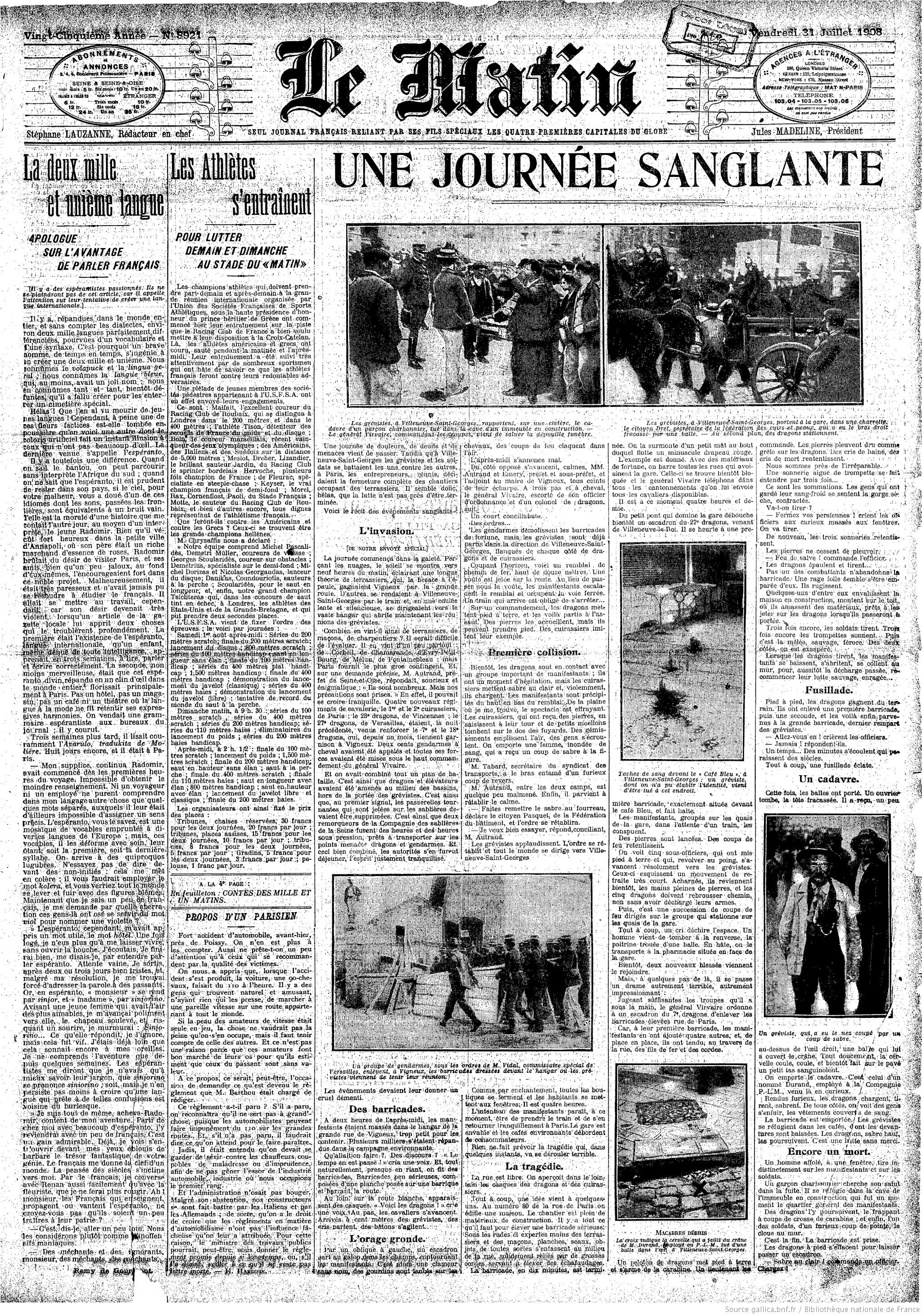
Titelseite vom 31. August 1908

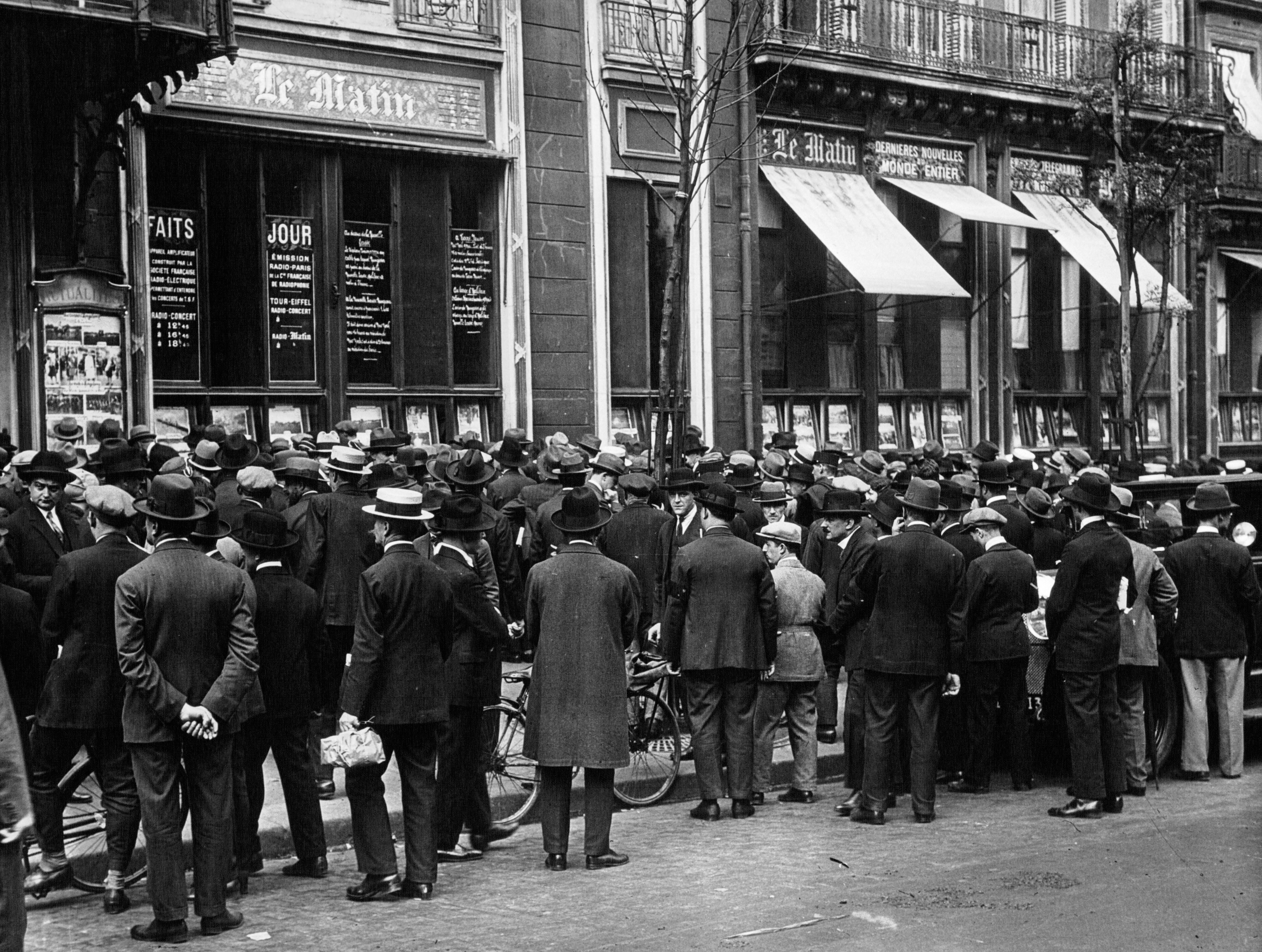
Menschenauflauf vor den ausgehängten Fotos und Reportagen des Le Matin anlässlich der Atlantiküberquerung durch Charles Nungesser und François Coli im Jahr 1927

Das Blatt wurde von Alfred Edwards (1856–1914), einem britischen Journalisten, gegründet. Dieser führte mit der Telegraphie eine der neuen Technologien der Zeit in die journalistische Arbeit von Le Matin ein.
Die Zeitung entstand nach dem Vorbild der englischsprachigen Tageszeitung The Morning News, die 1882 erstmals in Paris erschien. Hinter beiden Titeln stand die US-amerikanisch geführte Investorengruppe Chamberlain & Co., von der die Initiative für die Zeitungsgründungen ausging.
Der Sitz des Le Matin war im 10. Arrondissement von Paris, am Boulevard Poissonière 6, in der Nähe des Porte Saint-Denis, während die Redaktionsräume in den benachbarten Häusern 3 und 9 lagen. Die Gebäude 6 und 9 sind bis heute erhalten.
Im Jahr 1899 trat Maurice Bunau-Varilla, der bereits seit 1897 Aktionär des Le Matin war, in den Verwaltungsrat der Zeitung ein. Ab 1901 wurde er dessen Präsident. Das Blatt erreichte im Jahr 1900 eine Auflage von 100.000 Exemplaren, im Jahr 1910 bereits 700.000 und bis 1914 die Marke von 1 Million. Sie zählte dadurch mit den Mitbewerbern Le Petit Journal, Le Petit Parisien und Le Journal zu den vier größten Tageszeitungen Frankreichs.
Besondere Bedeutung kam dem Blatt zu Beginn des Ersten Weltkriegs zu, als es im November 1914 über die geglückte Entzifferung der vom deutschen Heer benutzten Verschlüsselungsmethode (ÜBCHI) berichtete. Der kaiserliche Generalstab wechselte zwar daraufhin die Methode, ersetzte sie jedoch durch die noch weniger sichere ABC-Chiffre.
Ende der 1930er Jahre erreichte Le Matin noch eine Auflage von rund 300.000 Exemplaren.
Nach der Besetzung Frankreichs durch die deutsche Wehrmacht berichtete Le Matin Vichy-treu und nahm auf maßgebliches Betreiben des Verwaltungsratsvorsitzenden Bunau-Varilla sogar eine deutsch-freundliche und rechtsextreme Haltung ein. Die Tageszeitung mit einer Auflage von 263.000 Exemplaren im Frühjahr 1943 wurde daher nach der Befreiung von Paris wegen des Vorwurfs der Kollaboration mit dem Feind verboten, nachdem sie über 62 Jahre lang erschienen war.
Das Archiv des Le Matin befindet sich heute im französischen Nationalarchiv.

## Ehemalige Mitarbeiter
- Alfred Détrez
- Jules-Théophile Docteur, Präsident, Generaldirektor (1930–1938)
- Jules Hedeman
- Jos Hessel
- Bertrand de Jouvenel, Chefredakteur
- Henry de Jouvenel[8]
- Georges de Labruyière
- Stéphane Lauzanne
- Jules Madeline, Präsident des Verwaltungsrates (1903–1920)
- Stefanie Landeis, als erste Auslandskorrespondentin Frankreichs von 1934 bis 1938 in Berlin
- Jules Sauerwein
- Maurice Sauvayre
- Yves Guyot